# ایوان پلیزولی
ایوان پلیزولی (به ایتالیایی: Ivan Pelizzoli) بازیکن فوتبال و اهل ایتالیا است 

## تیم ملی
از سال ۲۰۰۳ میلادی عضو تیم ملی فوتبال ایتالیا بوده و در ۲ بازی ملی حضور داشته‌است. او در بازی‌های ملی‌اش ۱ گل دریافت کرد.